# Zapp VII: Roger & Friends
Zapp VII: Roger & Friends è il settimo album in studio del gruppo statunitense Zapp; è stato pubblicato il 26 ottobre 2018 dalla Leopard Records.
L'album include la partecipazione di altri artisti, come ad esempio Snoop Dogg e Bootsy Collins. Inoltre, alcune canzoni contengono la voce del precedente capo della band Roger Troutman, presa da vecchie registrazioni.

## Tracce
1. Rock Ya Body – 3:43
2. Shy – 3:34
3. Make It Funky – 4:32
4. Zapp & Roger – 3:04
5. Appreciate You – 3:38
6. Red & Dollars – 4:34
7. Angel – 3:07
8. Ms. Perfection – 3:21
9. Bailando – 4:29
10. Parking Lot – 3:33
11. Me And You – 3:49
12. After Party – 3:33